# Rhinacanthus humilis
Rhinacanthus humilis är en akantusväxtart som beskrevs av Raymond Benoist. Rhinacanthus humilis ingår i släktet Rhinacanthus och familjen akantusväxter. Inga underarter finns listade i Catalogue of Life.